# Ноттінг-гілл
Ноттінґ-Гілл (Notting Hill) — район у Лондоні, північна частина адміністративного округу Кенсінгтон і Челсі.
На початку XIX століття родина Ледбрук, що володіла землями на півночі Кенсінгтона, найняла архітектора Томаса Еллома для перетворення цієї відсталої території на західній околиці Лондона на район елітної нерухомості на зразок Белгравії. Ця зона вікторіанської забудови спочатку називалася Кенсінгтон-парком. У 1837 році в Північному Кенсінгтоні відкрився іподром.
На початку XX століття Ноттінґ-Гілл був тихим спальним районом, де проживала значна частка лондонського середнього класу. Потім ціни на житло почали падати, а після бомбардувань люфтваффе його забудова стала нагадувати нетрі. У повоєнний час частиною нерухомості району володів Пітер Рахман. Тут стали селитися емігранти — переважно вихідці з Середземномор'я і Карибського басейну, що призводило до заворушень на ґрунті міжнаціональної ворожнечі.
За останні десятиліття лондонська влада доклала зусиль до ліквідації вогнища міжетнічної напруженості в Ноттінґ-Гіллі. Він був впорядкований і перетворений на респектабельний район. Про його колишніх мешканців нагадує щорічний барвистий карнавал на зразок бразильського..

## У літературі
Тема Ноттінґ-Гілльского місцевого націоналізму є основою повісті Г. К. Честертона «Наполеон Ноттінґ-Гілльський».